# (36) Аталанта
(36) Атала́нта (лат. Atalante) — астероид главного пояса, который принадлежит к тёмному спектральному классу C. Он был открыт 5 октября 1855 года немецким астрономом Германом Гольдшмидтом в Париже, Франция и назван в честь Аталанты аркадской, дочери Иаса и Климены, героини древнегреческой мифологии. Название было предложено французским математиком Урбеном Леверье.

Орбита астероида Аталанта и его положение в Солнечной системе
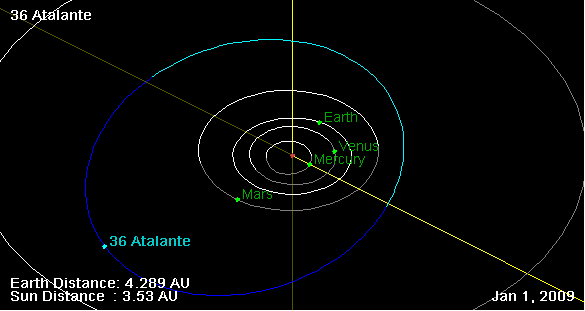
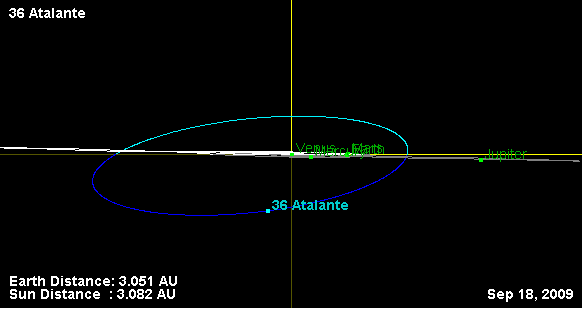

В 1980 году, на основании результатов наблюдений, полученных в Европейской южной обсерватории, был определён период вращения астероида, равный 9,93 ± 0,01 часа. В марте 2007 года значение этого показателя было подтверждено данными изменения кривой блеска астероида, согласно который, в течение этого периода звёздная величина астероида изменялась на 0,12 ± 0,02. Проанализировав несколько кривых блеска учёные пришли к выводу, что одна из осей астероида 28,2% больше двух других осей, т. е. тело имеет удлинённую эллиптическую форму.